# Giovanni Checchinato
Giovanni Checchinato (* 20. srpna 1957 Latina) je italský římskokatolický duchovní a arcibiskup Cosenzy-Bisignano.

## Život
Narodil se 20. srpna 1957 v Latině.
Vstoupil do kněžského semináře Papežské leoniánské koleje v Anagni, kde získal bakalářský titul z teologie. Poté pokračoval ve studiu morální teologie na Papežské akademii Alfonsiana v Římě. Zapsal se jako doktorand na Papežské univerzitě Gregoriana a absolvoval kurz z bioetiky na Univerzitě La Sapienza v Římě. Kněžské svěcení přijal 4. července 1981 a byl inkardinován do diecéze Terracina-Latina.
Po vysvěcení zastával několik pastoračních a akademických funkcí:
- 1981–1988: Vikář farnosti sv. Františka z Assisi v Cisterna di Latina.
- 1983–1991: Učitel profesní etiky na Regionální škole pro vzdělávání zdravotníků a učitel filozofické etiky a morální teologie na Institutu náboženských věd Pavla VI. v Latině a v regionálním semináři v Anagni.
- 1981–1986: Asistent Katolické akce dětí (Azione Cattolica Ragazzi).
- 1988–1992: Farář farnosti sv. Pia X. v Latině-Borgo Isonzo.
- 1989–1994: Asistent Katolické akce pro dospělé a rodiny.
- 1989–2005: Ředitel diecézního úřadu pro pastoraci rodin, spoluzakladatel a etický konzultant diecézní poradny.
- 1992–2005: Arcikněz a farář farnosti sv. Cesarea, konkatedrály v Terracině.
- 2005–2015: Rektor Papežské leoniánské koleje.

Před jmenováním biskupem byl farářem farnosti svaté Rity v Latině a ředitelem diecézního úřadu pro pastoraci škol a univerzit. Dne 13. ledna 2017 jej papež František jmenoval biskupem San Severo. Biskupské svěcení přijal 23. dubna z rukou biskupa Mariana Crociaty a spolusvětiteli byli biskup Lucio Angelo Renna a arcibiskup Felice Accrocca.
Dne 10. prosince 2022 byl ustanoven metropolitním arcibiskupem Cosenzy-Bisignano a 29. června následujícího roku obdržel od papeže pallium.